# Forte Marghera
Forte Marghera è una fortezza ottocentesca ed ex-caserma dell'Esercito Italiano situata a Venezia, a circa cinque chilometri dal centro storico. Il forte era parte del campo trincerato di Mestre e del più ampio sistema difensivo della laguna. È oggi proprietà del comune di Venezia, parco pubblico, sede di eventi e produzioni culturali. Il nome deriva dall'antico abitato di Marghera ed ha a sua volta dato nome all'odierna Porto Marghera.

## Storia

### La fortezza francese e austriaca

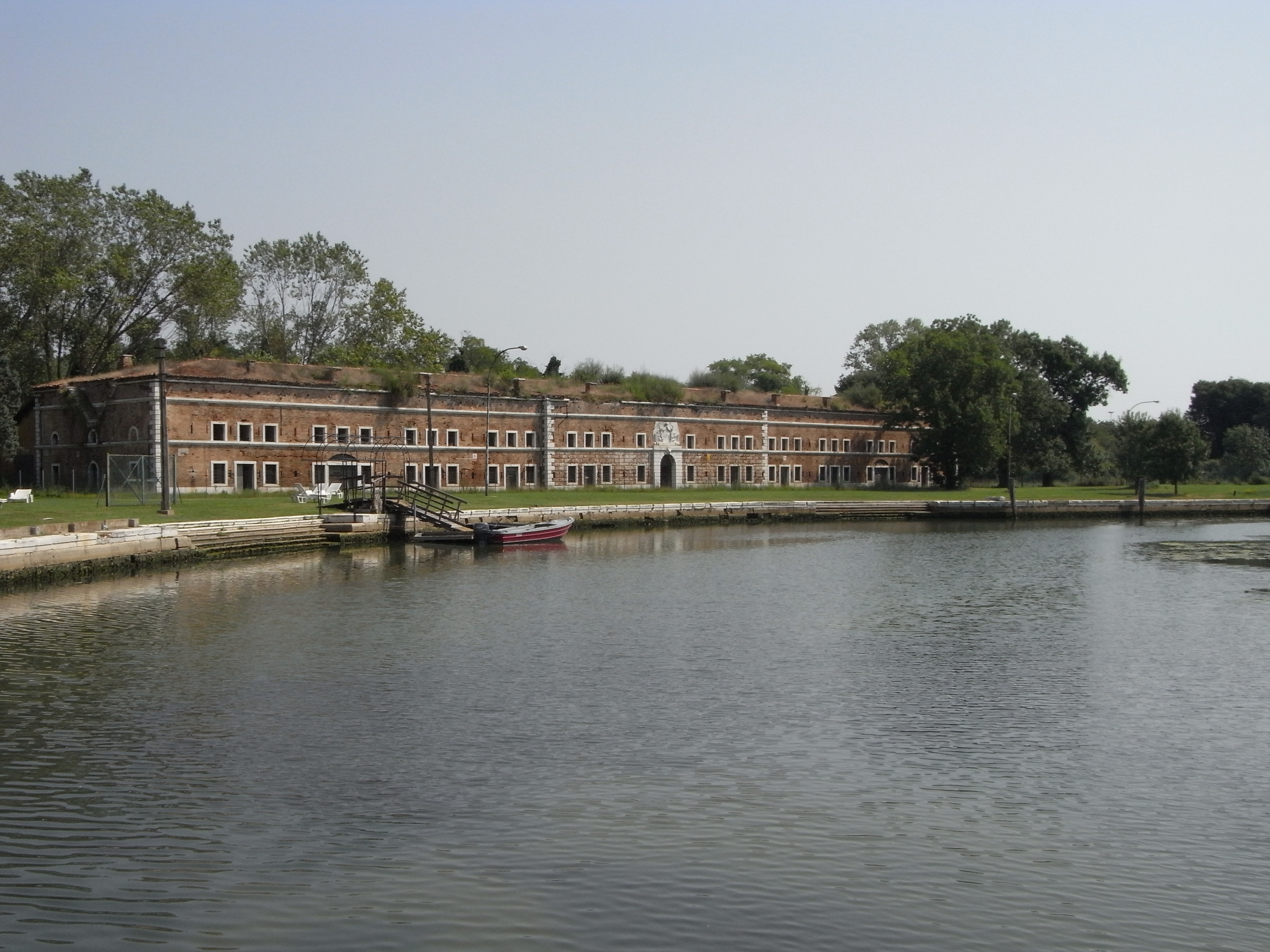
Forte Marghera

La necessità di realizzare una fortezza in corrispondenza del punto in cui più la terraferma si avvicinava a Venezia venne intuita, dopo la cessione della Serenissima ed il trattato di Campoformio del 1797, dall'Impero austriaco. Questi erano infatti consapevoli che da tale posizione i nuovi mezzi di artiglieria avrebbero potuto raggiungere Venezia, distante appena quattro chilometri in linea d'aria.
Il forte venne dunque realizzato in un'area acquitrinosa e paludosa ai margini della laguna di Venezia, attraversata da un intrico di canali e ghebi. In particolare la attraversava l'artificiale e trecentesco Canal Salso, che, collegando il porto di Mestre alla laguna, rappresentava la principale via di collegamento di Venezia con la terraferma. Al di là del canale, verso sud, si dipartiva il lungo argine di intestadura realizzato dai Veneziani per far confluire le acque della Brenta Vecchia e degli altri corsi d'acqua lontano dalle rotte di navigazione da e per la città lagunare, preservandole dall'interramento ed evitando il formarsi di ambienti malarici.
A nord, invece, si trovava a breve distanza un altro canale artificiale, il canale Osellino, che deviava le acque del fiume Marzenego in direzione di Tessera: questo canale, in particolare, grazie al dislivello delle sue acque, poteva essere utilizzato per allagare in caso di necessità i terreni circostanti la fortezza, isolandola così quasi completamente.
Sull'area sorgeva già il vecchio borgo di Malghera, sede di magazzini e dogane, che venne inglobato nel Forte: la chiesa di Marghera, ad esempio, divenne una caserma e il ponte cinquecentesco sul Canal Salso fu trasformato in magazzino dopo la copertura delle volte; anche l'unica osteria del borgo verrà riutilizzata come deposito.
Nel 1805 vennero quindi avviati i lavori spianando il vecchio borgo e realizzando il primo nucleo del forte, che venne rinforzato alle spalle dalla presenza di nuove batterie su palafitte a guardia dei canali navigabili, che si aggiungevano alle preesistenti fortificazioni veneziane.
Il ritorno nel 1806 delle truppe di Napoleone sorprese però i lavori ancora in stato arretrato. L'opera fortificata venne quindi rivista secondo i progetti dell'architetto francese Marescò, che previde la realizzazione di sei nuovi bastioni esterni, di un doppio fossato di cinta e di due ridotti laterali: uno lungo il canale Osellino ed uno lungo il canale Brentella. I lavori vennero condotti sotto la guida del generale e ingegnere militare François-Joseph Chaussegros de Léry e successivamente dello Chasseloup. Dei due ridotti laterali però fu realizzato solamente il forte stellato di Campalto, che controllava la fondamentale chiusa dalla quale inondare le campagne attorno a Marghera.
Rioccupata Mestre il 18 giugno 1848, dopo la ribellione del marzo dello stesso anno e la nascita della Repubblica di San Marco, gli austriaci si apprestarono a cingere d'assedio Venezia. Questa, ormai abbandonata dagli sperati soccorsi del Regno di Sardegna, poteva ancora contare sulla protezione costituita dal Forte Marghera e dai vicini forte Manin e forte San Giuliano e alla Ridotta Rizzardi. In tutto si trattava di 140 pezzi d'artiglieria e 2.300 uomini al comando del generale Antonio Paolucci.
Durante i caldi mesi estivi i patrioti dovettero sopportare le febbri malariche dovute alla zona acquitrinosa e all'acqua dei pozzi che veniva bevuta. Le numerose truppe alloggiavano, oltre che nelle caserme difensive, anche in baracche di legno, tende ed altri alloggi di fortuna.
La situazione ristagnò per alcuni mesi, fino al 27 ottobre, quando i Veneziani tentarono un'azione di forza per liberare Mestre: la famosa Sortita dal Forte Marghera.
All'alba, 2.000 uomini, capitanati dal tenente Antonio Olivi, uscirono dal Forte attaccando le truppe austriache di stanza a punta San Giuliano, ricacciandole verso Treviso. Raggiunti da altri insorti, che avevano liberato Piazza Barche, si diressero tutti al Ponte della Campana, di fronte a Piazza Maggiore, dove erano di guardia quattro cannoni austriaci che, tuttavia, non riuscirono a fermare l'assalto.
Mestre venne liberata dagli occupanti, messi in fuga verso Treviso. Era però solo un'operazione di effetto, non destinata a resistere nel tempo, data la sproporzione tra le forze veneziane e quelle austriache comandate dal generale Haynau: 24.000 uomini e 200 cannoni concentrati a Mestre e dintorni.
Nei giorni successivi Mestre fu riconquistata definitivamente e, mentre il 2 maggio i Veneziani sostituivano il generale Paolucci, sospettato di tradimento, col giovane colonnello napoletano Girolamo Ulloa; il 4 maggio gli austriaci iniziarono le operazioni per conquistare il forte, che prese ad essere martellato scientificamente dall'artiglieria.
In quei giorni la fortezza divenne bersaglio di 70.000 bombe, con 500 tra morti e feriti di parte italiana.
Operando secondo le regole dell'arte militare della presa di fortezza, gli austriaci in pochi giorni, coperti dai tiri d'artiglieria, si avvicinarono al forte procedendo in trincea. Vennero scavate una prima ed una seconda parallela, minacciando sempre più da vicino la fortezza coi loro tiri, finché il 27 maggio, prima che il definitivo attacco austriaco imbrigliasse in una sacca i difensori, il forte venne abbandonato e i patrioti, dopo aver distrutto quanto ancora poteva servire al nemico, si ritirarono attraverso il ponte ferroviario verso Venezia.
Quel giorno scriveva l'inviato della Gazzetta di Vienna al suo giornale, in un articolo pubblicato il 1º giugno:
(Wiener Gazette, 1º giugno 1849.)
La città, ora protetta solo dalle acque della sua laguna, divenne vulnerabile ai tiri dell'artiglieria austriaca, che tentò persino un bombardamento aereo con l'uso di mongolfiere, fortunosamente respinte dal vento. Venezia resistette strenuamente per altri tre mesi, stretta d'assedio da terra e dal mare e priva di qualunque speranza di soccorso, fino a che, il 22 agosto, dovette capitolare.
Durissima fu la repressione degli austriaci: fucilazioni, deportazioni, carcere duro per coloro che erano stati protagonisti di quel periodo, eroico e terribile.
Nel 1809, mentre fervevano ancora i lavori di costruzione, il Veneto venne invaso da un'armata austriaca comandata dall'arciduca Giovanni d'Asburgo. All'approssimarsi del nemico la guarnigione francese del forte, dopo aver fatto spianare gli edifici che ingombravano le linee di tiro e fatto allagare le terre ad est del forte, riuscì a costringere gli austriaci ad attaccare il lato occidentale, dove le opere di fortificazione erano già complete, respingendoli.
Un nuovo attacco austriaco venne condotto nel 1813, quando Venezia venne sottoposta ad un duro assedio. Nonostante il forte fosse capace di arrestare l'aggressione, il collasso generale dell'Impero francese fece sì che Marghera fosse ceduta il 16 aprile 1814 agli austriaci, che ne presero possesso il 26 aprile.
Tornato in mano asburgica, il forte venne rinforzato con la creazione di un nuovo canale navigabile attorno alla cinta esterna, mentre d'altro canto si portavano a termine le opere avviate dai francesi. Nel 1842 gli austriaci completarono la nuova ferrovia Ferdinandea che, attraverso la laguna su un lungo ponte ferroviario, raggiungeva Venezia: la strada ferrata venne fatta passare a breve distanza dai bastioni del forte, per non intralciarne il tiro e per fungerne da via di rifornimento.
Il 22 marzo 1848, mentre nei generali moti insurrezionali risorgimentali la popolazione di Venezia, insorta, occupava l'Arsenale e proclamava la Repubblica di San Marco con a capo Daniele Manin e Niccolò Tommaseo, gli abitanti di Mestre, con l'aiuto dei lavoratori della ferrovia, costrinsero la guarnigione austriaca a cedere la fortezza di Marghera.
Nel giugno 1849, però, l'esercito austriaco, vittorioso sul fronte occidentale contro le forze del Regno di Sardegna, si volse contro la repubblica di Manin. Accampatasi nella terraferma, l'armata asburgica strinse d'assedio Marghera, dove erano asserragliati 2500 patrioti, in gran parte volontari provenienti dalle più disparate regioni d'Italia. In particolare sotto la guida di ufficiali napoletani, vi era formata un'eccellente compagnia di artiglieria, la «Bandiera e Moro» formata soprattutto da studenti universitari, che sarà preziosa nelle fasi cruciali dell'assedio. Dopo un lungo periodo di stasi, all'alba del 27 ottobre le forze veneziane, uscite in massa dal forte, assaltarono Mestre, liberandola dagli austriaci: era la Sortita di Forte Marghera.
L'operazione ebbe però effetti solo temporanei: rioccupato il borgo, gli austriaci si apprestarono a schiacciare la resistenza del forte, stringendolo d'assedio con un'armata di quasi 30.000 uomini al comando del generale Haynau e martellandolo duramente con l'artiglieria, sino a che il 27 maggio le truppe asserragliate abbandonarono la posizione ritirandosi verso Venezia. Questa, ormai protetta solo dalle acque della laguna, stretta da terra e dal mare e vulnerabile ai tiri dell'artiglieria austriaca, capitolò infine il 22 agosto 1849.
In quella occasione vennero evidenziati i limiti della fortezza di fronte ai progressi dell'arte dell'assedio: di fronte ad un'armata ben organizzata e dotata di artiglieria ed in assenza di linee di rifornimento esterne e di forze in grado di condurre operazioni di disimpegno le strutture del forte non potevano da sole garantire la difesa di Venezia.

### La fortezza italiana
Con l'annessione del Veneto nel 1866, in seguito al Trattato di Vienna, il Forte Marghera divenne il centro della riorganizzazione militare avviata dal Regno d'Italia nella piazza militare di Venezia. Il nuovo regno considerava infatti la città vitale per la difesa dell'intero settore nord-orientale da un'eventuale invasione austriaca.
Servito da un'efficiente ferrovia, garantito da vie di comunicazione marittime e terrestri, nevralgico centro della nuova Regia Marina grazie alla presenza dell'Arsenale, il campo di Venezia doveva divenire, nei progetti militari, un campo trincerato in grado da fungere da roccaforte, centro d'adunata e copertura e da qui di controllo del territorio per il Regio Esercito. Tale campo doveva risultare interconnesso con l'altro grande campo trincerato dell'Italia nord-orientale: il sistema difensivo di Verona e il più ampio complesso delle fortezze del Quadrilatero.
Venne dunque sviluppato un piano di nuove fortificazioni da erigere attorno al perno di Forte Marghera: era il campo trincerato di Mestre.
Per prima cosa l'esercito doveva fare i conti con le debolezze evidenziate nel corso delle vicende del '49. Le fortificazioni di Marghera vennero rivedute e ampliate, nuovi pezzi di artiglieria vennero installati. I bastioni, le cortine e le lunette del forte vennero guarnite, nel 1881, con complessivi 85 pezzi d'artiglieria:
- 6 cannoni da 16 G.R.;
- 22 cannoni da 12 G.R.;
- 9 cannoni da 9 B.R.;
- 17 cannoni da 13 G.L.;
- 15 cannoni da 12 G.L.;
- 10 cannoni da 9 G.L.;
- 2 mortai da 27 G.;
- 4 mortai da 15 G.

Terminati questi lavori vennero avviati quelli per la realizzazione delle altre fortezze del campo:
- Forte Gazzera, a nord-ovest, completato nel 1883;
- Forte Carpenedo, a nord, completato nel 1887;
- Forte Tron, a sud-ovest completato nel 1887.

Agli inizi del XX secolo, le crescenti tensioni destinate poi a sfociare nella Grande Guerra portarono a rivedere il sistema difensivo di Mestre, con la realizzazione di una nuova cintura di fortificazioni:
- Forte Rossarol, a nord-est, completato nel 1907;
- Forte Pepe, a nord-est, completato nel 1909;
- Forte Poerio, a sud-ovest, completato nel 1910;
- Forte Cosenz, a nord, completato nel 1911;
- Forte Mezzacapo, a nord-ovest, completato nel 1911;
- Forte Sirtori, a ovest, completato nel 1911.

Lo scoppio della prima guerra mondiale, nel 1915 trovava dunque il sistema difensivo di Mestre completo ed in piena efficienza. Tuttavia, gli inaspettati sviluppi del conflitto, trasformatosi in guerra di trincea, e la vulnerabilità mostrata dalle fortificazioni di confine spinsero l'Alto Comando italiano ad ordinare, nel settembre di quello stesso anno, lo smantellamento delle batterie di protezione del campo di Mestre, che vennero inviate a rinforzare il fronte. Il disastro della battaglia di Caporetto e lo scampato pericolo salvato dalla resistenza sul Piave portarono poi, alla fine della guerra nel 1918, ad abbandonare la base navale dell'Arsenale di Venezia in favore delle più sicure basi de la Spezia e Taranto. In conseguenza di questo venne meno anche la funzione militare del campo trincerato di Mestre, le cui strutture vennero progressivamente trasformate in caserme e polveriere e magazzini, fino al definitivo abbandono negli anni ottanta.

## Struttura

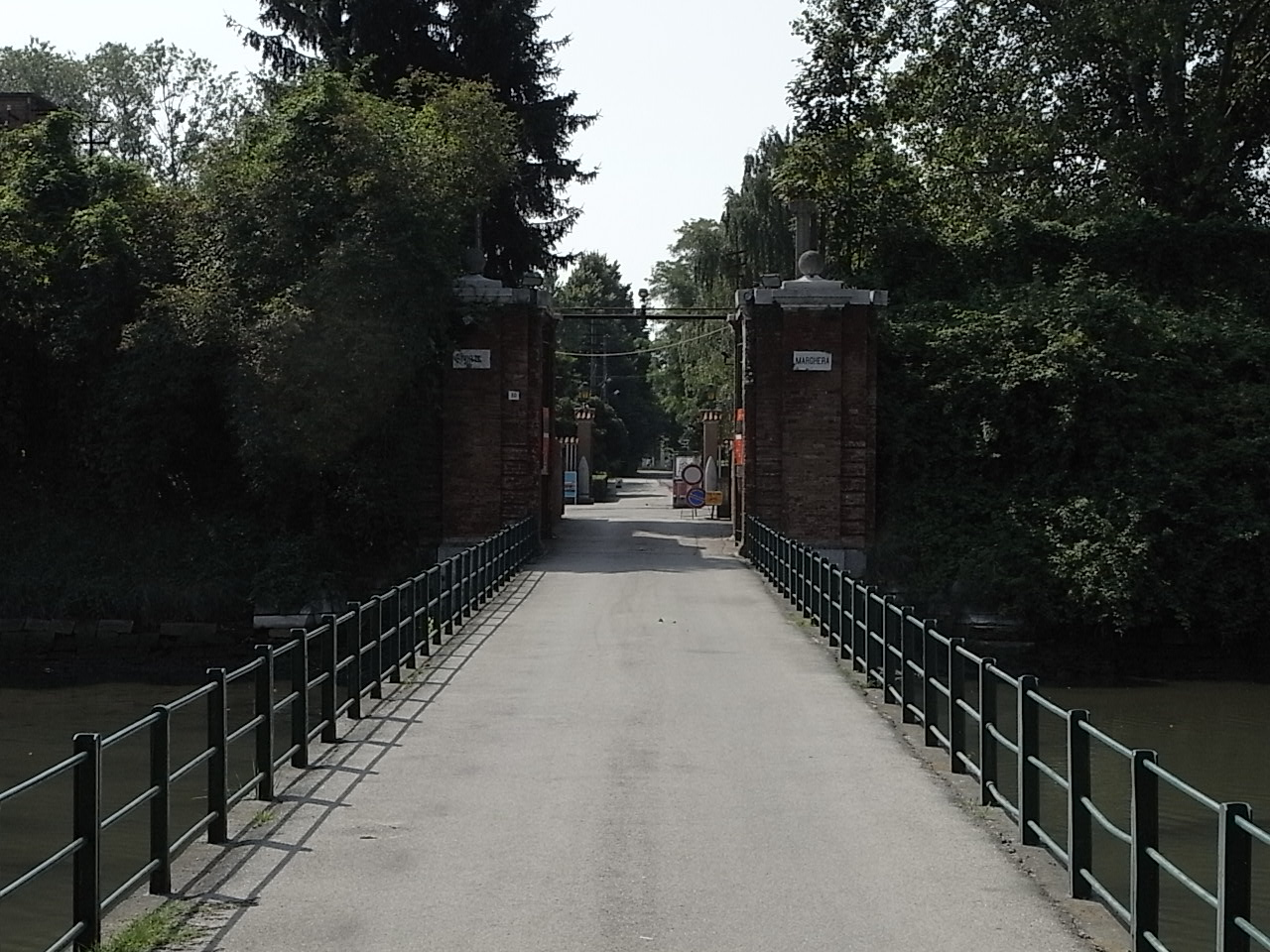
L'entrata del forte

Il Forte Marghera è un classico esempio di fortificazione alla moderna. Esteso su una superficie di 48 ettari, è costruito a cavallo del Canal Salso, in asse con l'originale tracciato del canale (direzione nord-ovest - sud-est), che ora lo aggira principalmente sul lato occidentale e lo circonda e attraversa con una serie di canali navigabili.
Il nucleo centrale del forte, che racchiude il ridotto centrale, ha pianta pentagonale con quattro bastioni. Sul lato sud-orientale, rivolto in direzione di Venezia, vi è la darsena-porticciolo a pianta ovale e destinata a garantire i collegamenti ed i rifornimenti con Venezia. L'accesso da terra avveniva invece dalla parte frontale, in direzione di Mestre. Qui, in prossimità del porticciolo, si trovano due casermette a due piani di età francese (1805-1814). Realizzate in pietra d'Istria e con copertura anti-esplosione, erano concepite per l'alloggiamento delle truppe (con una capacità di 150-200 uomini ciascuna), ma anche alla protezione di un'eventuale evacuazione, fungendo, grazie alla loro struttura massiccia, da estremo baluardo. Sempre nel corpo centrale, dietro ai bastioni frontali, si trovano anche due polveriere: hanno tetto a botte a prova di bomba e rifiniture in pietra d'Istria. Risalgono una al periodo francese e l'altra a quello austriaco. Assieme alla fortificazione venne scavato anche un canale militare per raggiungere più rapidamente la laguna, direttamente collegato al porticciolo.
All'esterno del corpo centrale sorgono i quattro bastioni difensivi di costruzione francese, affiancati lateralmente da due controguardie. Il complesso è circondato da un doppio fossato collegato al Canal Salso che separa il corpo centrale dai bastioni esterni e questi dalla campagna.
Distaccate dal corpo centrale, in direzione di Mestre, sul lato nord-occidentale, sono poi tre lunette pensate per aumentare la capacità difensiva del forte, estendendone le capacità offensive di alcune centinaia di metri e consentire operazioni di sortita.
I bastioni e le strutture del forte sono realizzati con il materiale di riporto proveniente dall'escavazione dei canali e dei fossati, rinforzati nella parte inferiore da rivestimenti in pietra macigna destinati a proteggere le scarpate dall'erosione delle acque. Sulla parte superiore dei terrapieni a circa cinque metri dal piano di campagna si trovavano le batterie d'artiglieria, disposte allo scoperto nella tipica posizione a barbetta. I singoli pezzi erano tra loro separati da traverse di terra, destinate a contenere i danni derivanti dalle esplosioni: sul lato nord-orientale si trovano però anche pozzi in calcestruzzo destinati ad ospitare le nuove batterie da otto cannoni create ad inizio Novecento. Vi sono poi numerosi altri edifici secondari risalenti al XX secolo e destinati a magazzini e alloggiamenti.
Nella cinta esterna è inglobato anche l'unico manufatto superstite del borgo originario di Marghera: tre arcate di un ponte cinquecentesco ora sovrastate da un edificio. In corrispondenza di ciascun bastione si trova una polveriera ed una casermetta, queste ultime realizzate in epoca italiana, attorno agli anni ottanta dell'Ottocento. Le mura delle casermette sono molto spesse e arrotondate sul lato esterno, con feritoie per l'artiglieria. In corrispondenza di una di esse, che ora ospita il Museo dell'Artiglieria, si trova il piccolo cimitero che raccoglie i caduti dell'assedio del 1849.
Poco distante dal forte, al di là dell'odierno Parco San Giuliano si trova il ridotto Forte Manin, parte integrante del complesso difensivo, destinato al controllo della chiusa sul canale Osellino dalla quale si poteva controllare l'allagamento della campagna circostante. Ha forma di stella a cinque punte, con tre piccoli bastoni esterni, il tutto protetto da doppio fossato.

## Arte Contemporanea
Forte Marghera è anche luogo di svolgimento di numerose iniziative legate all'arte contemporanea. Presso il Padiglione Palmanova, una struttura di oltre mille m² posta nelle immediate vicinanze della darsena ellittica del forte e delle sue casermette francesi, vengono realizzate residenze artistiche, laboratori e progetti di ricerca. Oltre ad ospitare in terraferma un padiglione della Biennale d'Arte Internazionale di Venezia, nel 2017 il Forte è stato coinvolto in una delle iniziative della Fondazione Muve per valorizzare e promuovere il patrimonio artistico e culturale veneziano al di fuori dell'isola lagunare: in uno degli edifici del complesso si è tenuta la mostra temporanea Gruppo di Famiglia, che ha esposto opere scultoree del Novecento italiano e internazionale provenienti dalla Galleria Internazionale d'Arte Moderna di Ca' Pesaro.